# Бухлоэ
Бухлоэ (нем. Buchloe [ˈbuːxloːə]) — город и городская община на юге Германии, в Республике Бавария.
Община расположена в правительственном округе Швабия в районе Восточный Алльгой. Подчиняется управлению Бухлоэ. Население составляет 12 542 человека (на 01 декабря 2014 года). Занимает площадь 36,16 км². Официальный код — 09 7 77 121.

## География
Находится в Алльгой. Холмистая местность. Через Бухлоэ протекает река Геннах.

## Население
По оценке на 31 декабря 2015 года население общины Бухлоэ составляет 12 568 чел. 

| Дата      | 1840 | 1871 | 1900 | 1925 | 1939 | 1950 | 1961 | 1970 | 1987 | 2011  |
| --------- | ---- | ---- | ---- | ---- | ---- | ---- | ---- | ---- | ---- | ----- |
| Население | 1548 | 2129 | 2879 | 3579 | 3809 | 6818 | 6919 | 7845 | 8640 | 11969 |

| Год       | 1960 | 1970 | 1980 | 1990 | 2000  | 2009  | 2010  | 2011  | 2012  | 2013  | 2014  | 2015  |
| --------- | ---- | ---- | ---- | ---- | ----- | ----- | ----- | ----- | ----- | ----- | ----- | ----- |
| Население | 6764 | 7825 | 8371 | 9169 | 11159 | 12113 | 12104 | 12014 | 12076 | 12169 | 12367 | 12568 |

## История
Город основан предположительно во второй половине VIII века при расчистке леса, впервые официально упоминается в 1150 году. Статус города получил благодаря просьбе королю Рудольфу I в 1273—1283 гг. В течение XV века Бухлоэ потеряло статус города.
Во время крестьянской войны, 20 апреля 1525 года, поселение было разграблено и сожжено. Через 8 лет после этого вновь возник пожар, уничтоживший помимо большей части поселения приходскую церковь. В 1546 году во время шмалькальденской войны поселение снова было разграблено и сожжено. В последующие столетия Бухлоэ развивалось, достигнув сегодняшних размеров.
После Второй мировой войны, за счет переселенцев из восточных областей Германской империи, количество жителей увеличилось до 5 250 человек. За счет прибавления населения и важного железнодорожного узла, 20 апреля 1954 года, Бухлоэ получил статус города.
На сегодняшний день в городе проживают чуть более 12,5 тыс. чел.

## Политика

### Мэр
В настоящее время мэром города является Роберт Пёшл, первый заместитель Херберт Бартелмес, второй заместитель Эльфрид Кляйн.
Список мэров города:
| Имя               | Срок        |
| ----------------- | ----------- |
| Антон Цех         | 1886-1912   |
| Йоханн Бош        | 1912-1919   |
| Адольф Попфингер  | 1919-1920   |
| Йоханн Штраус     | 1920-1938   |
| Альберт Эзер      | 1938-1945   |
| Йоханн Майер      | 1945-1947   |
| Йозеф Йубеле      | 1948-1962   |
| Якоб Фёрг         | 1962-1966   |
| Франц Мотцер      | 1966-1973   |
| Герт Дайзенбергер | 1974-1991   |
| Франц Грайф       | 1991-2003   |
| Йозеф Швайнбергер | с 2003-2020 |
| Роберт Пёшл       | с 2020-     |

### Герб
Разделенный красный и белый.

### Города партнеры
- С 1985 Сессон (Франция)
- С 1960 Супиковице (быв. нем. Saubsdorf)
- Дружественные отношения с Кёсег (Венгрия)

## Культура и достопримечательности

### Музей
В 1997 году в бывшем здании райфайзенбанка был открыт краеведческий музей. В музее представлены экспонаты из истории Бухлоэ, архив местной газеты, картины барочного живописца Йозефа Шварца, а также модели и оригинальные вещи из истории железнодорожного сообщения города.

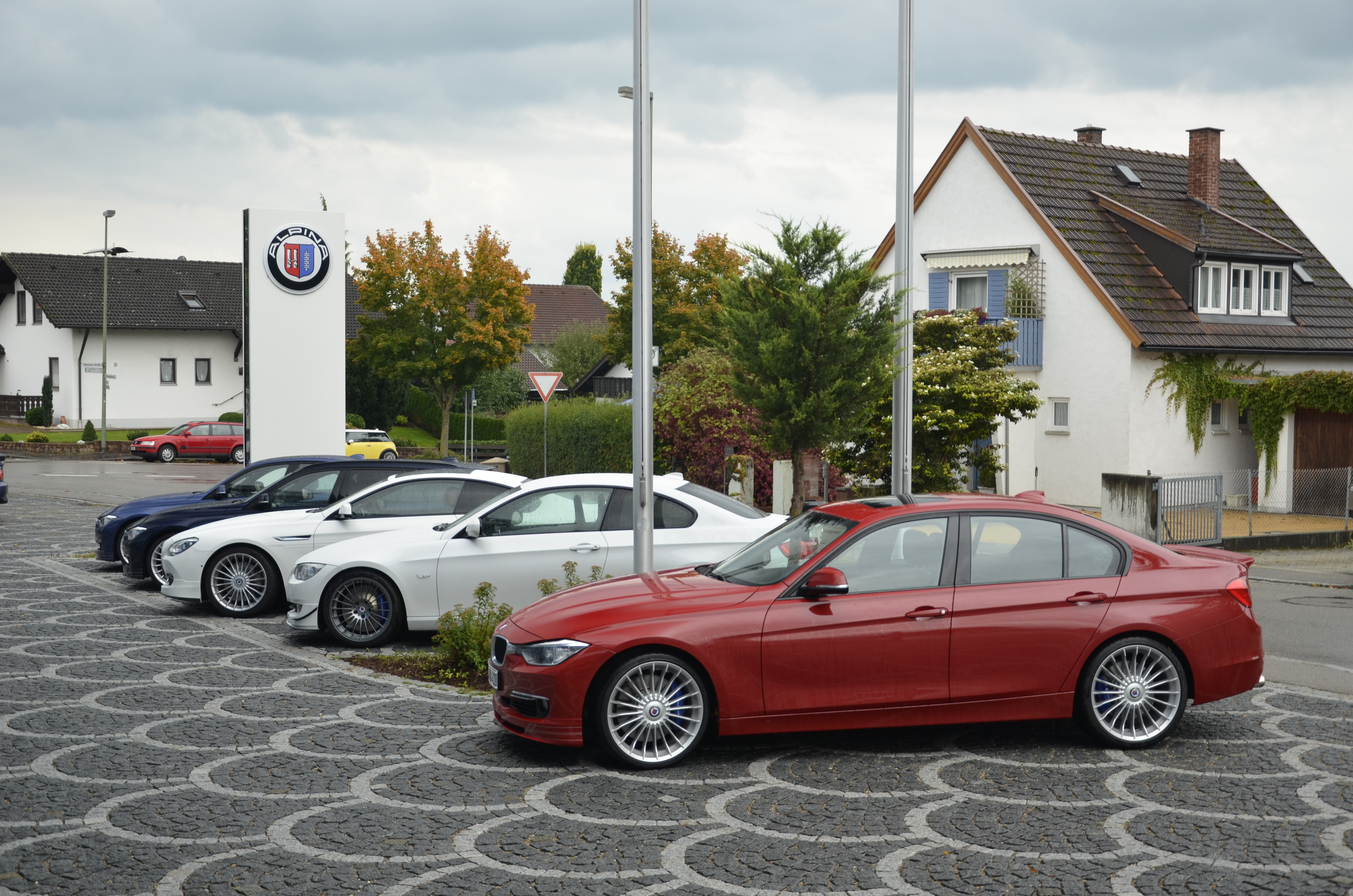

### Достопримечательности
- Публичная обсерватория (координаты E 10° 43' 54" N 48° 00' 58")
- Католическая церковь 18-го века St. Mariä Himmelfahrt Buchloe
- Замок Рио, построен в период 1901-1903гг в историческом стиле
- ALPINA Burkard Bovensiepen GmbH + Co. KG: всемирно известная компания по тюнингу автомобилей BMW.

список исторических объектов города

## Экономика и инфраструктура

### Транспорт
Бухлоэ находится рядом с автобаном A96 (Мюнхен — Бухлоэ — Мемминген — Линдау) с соединением к бундесштрассе B12.
Железнодорожная станция Бухлоэ, важный узел трех железнодорожных путей: Мюнхен — Кемптен — Линдау, Аугсбург — Бухлоэ и Бухлоэ — Мемминген — Линдау с IC соединениями, а также прямым EC соединением со Швейцарией.

### Предприятия

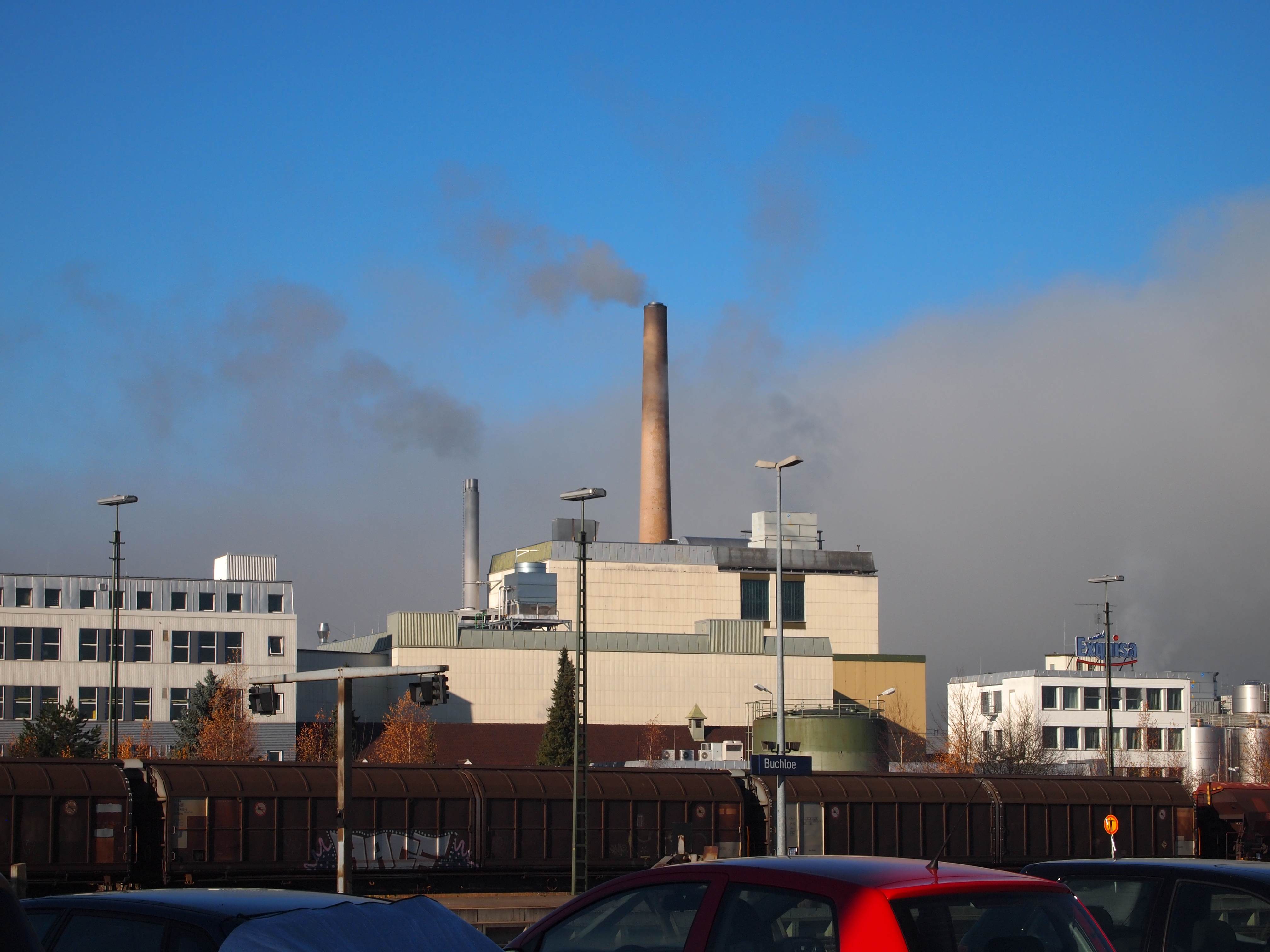

Известные предприятия имеющие головные офисы в городе:
- Alpina Burkard Bovensiepen GmbH und Co
- Karwendel-Werke Huber (Exquisa)
- Moksel-Gruppe
- Fristo Getränkemarkt GmbH
- Rudolf Hörmann GmbH & Co KG
- Xaver Riebel

### Общественные учреждения
В городе имеется полицейская станция, больница, скорая помощь красного креста, пожарная станция, станция водных спасателей (нем. Wasserwacht), 6 детских садов и 2 дома престарелых.

### Обучение
Имеются 2 начальные школы: начальная школа им. Майнрада-Шписа и им. Коменского; средняя школа; реальное училище; народная высшая школа; государственная гимназия.

### Спорт и отдых
В южной части города есть теннисная площадка, зал для игры в сквош, крытый и открытый бассейны, ледовый стадион. В городе имеется футбольный стадион и несколько футбольных полей, три фитнес студии, тир.
Возле супермаркета V-Markt открыт молодёжный центр. За чертами города построено множество велосипедных дорожек для велотуристов.

## Фотогалерея

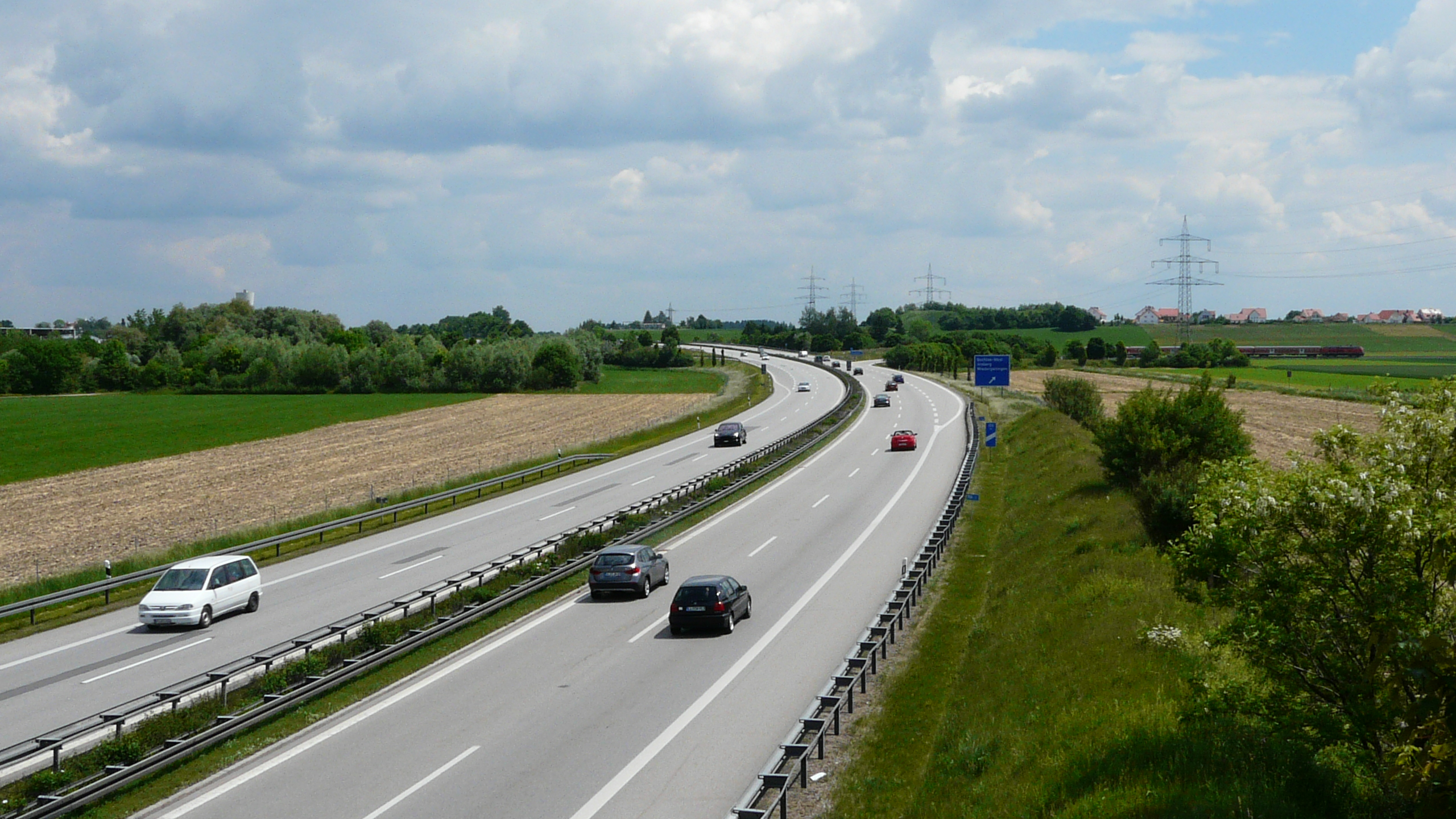
Автобан А96
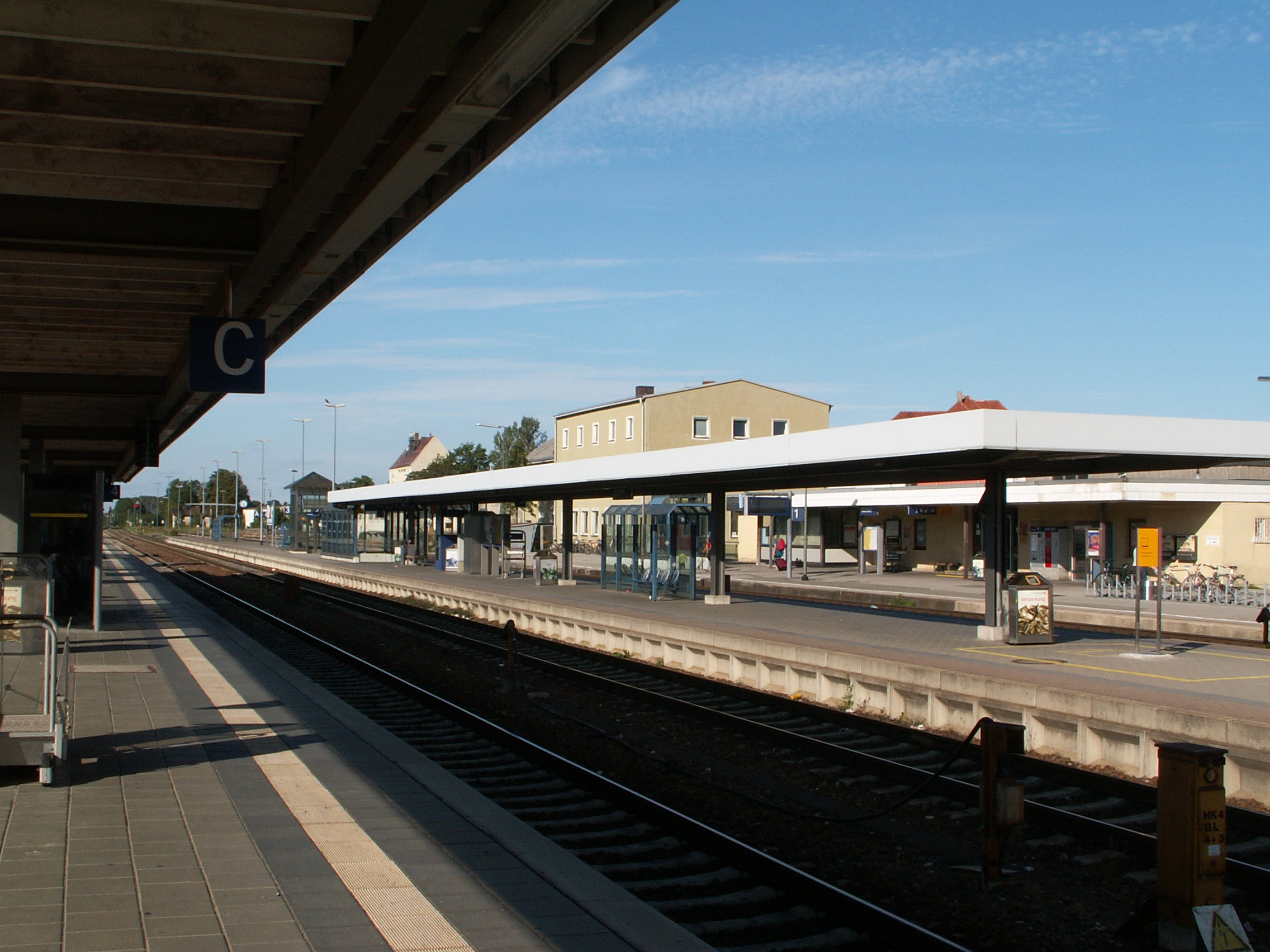
Вокзал
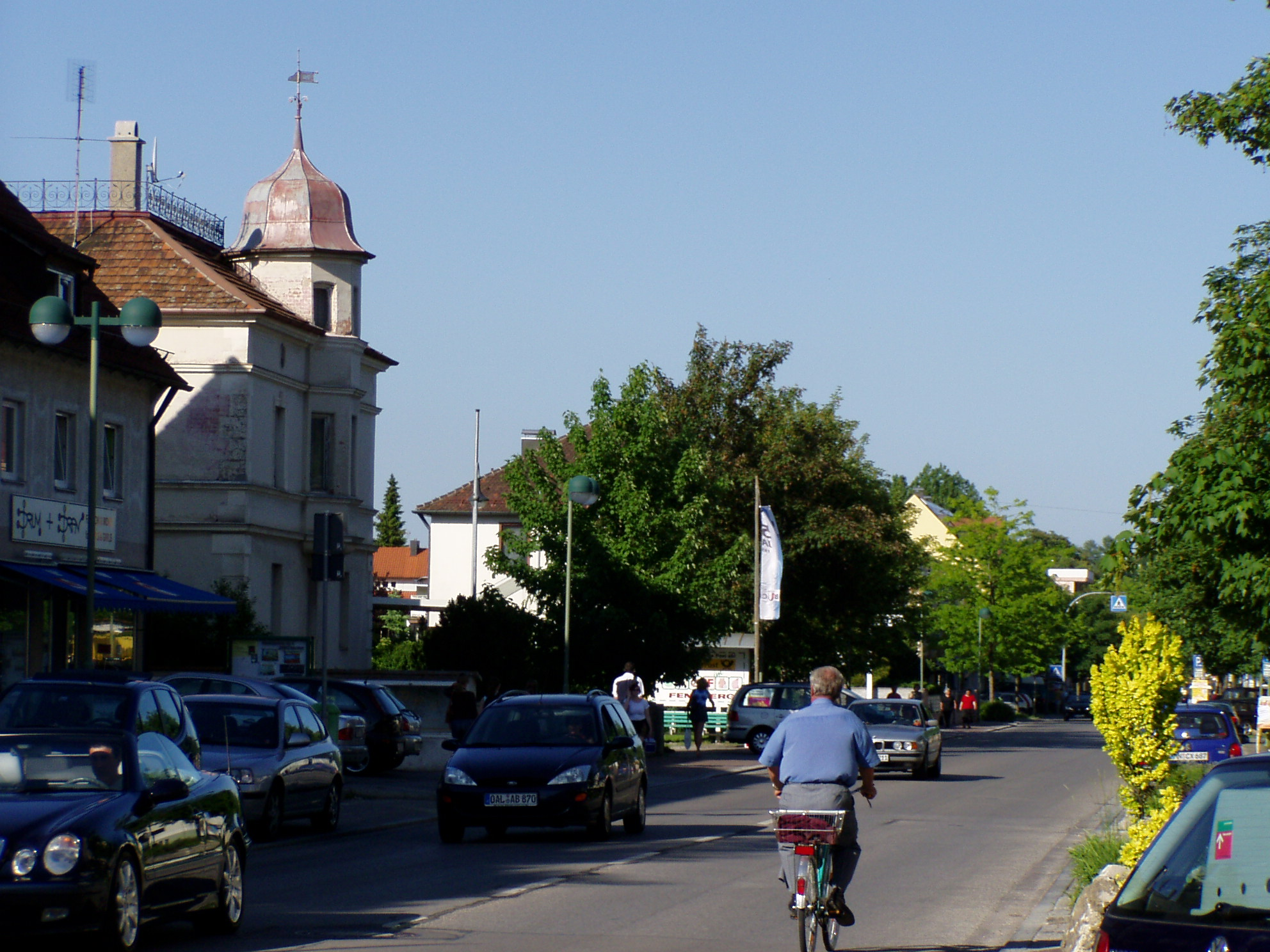
Центральная улица
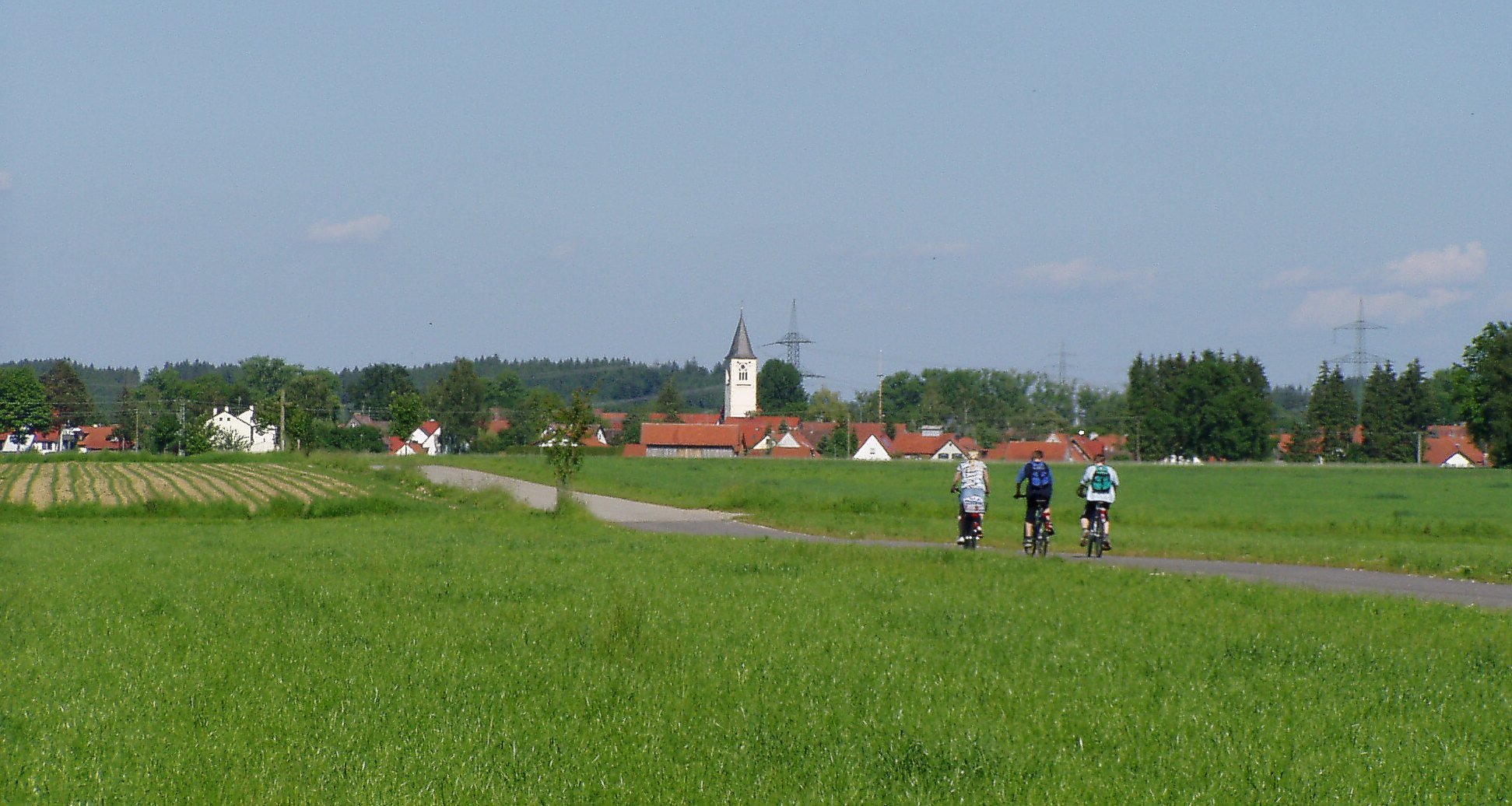
Хонзольген
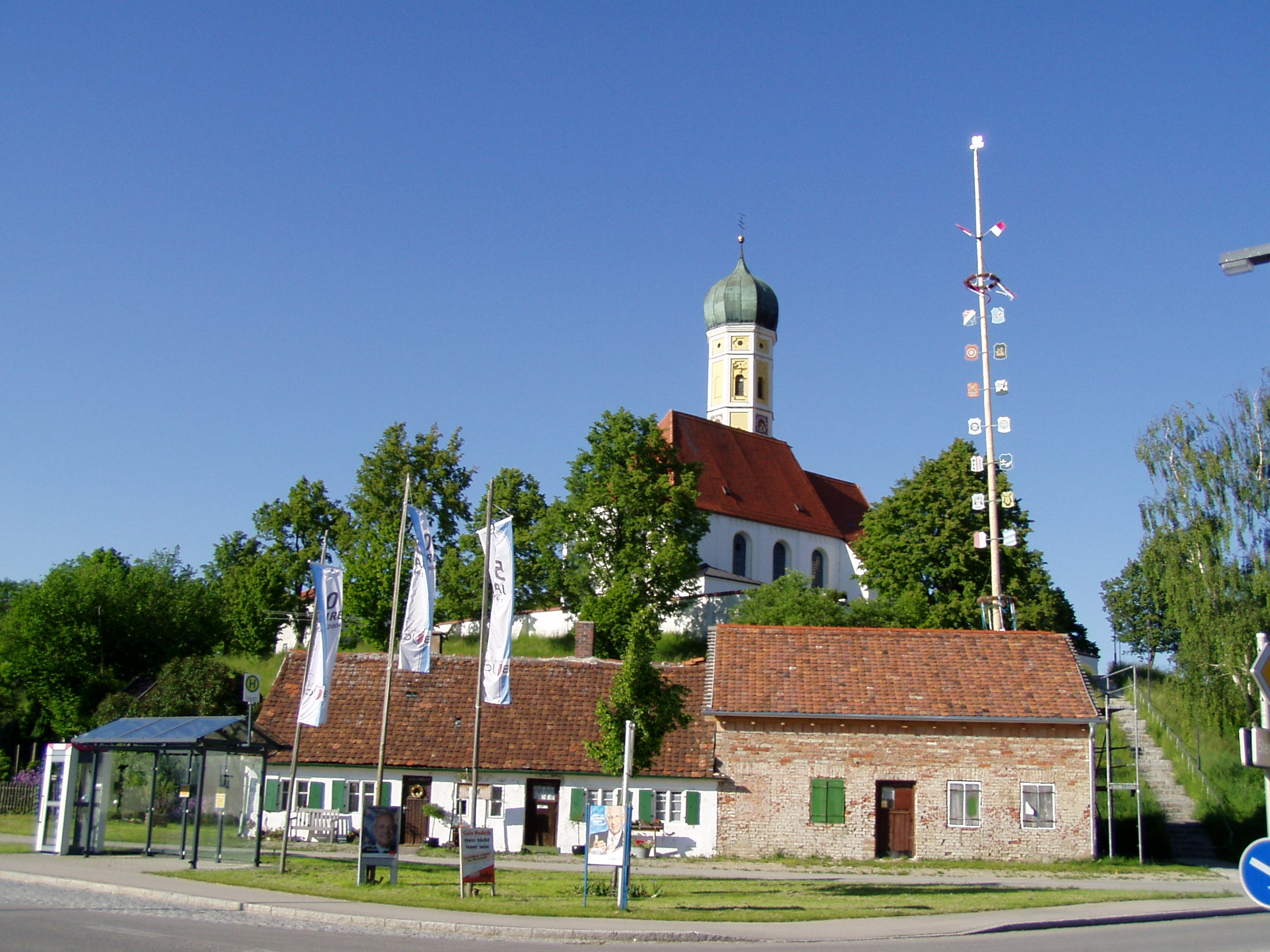
Бывший приют для бездомных и церковь в Линденберге